# Dan Moody
Daniel James Moody Jr., född 1 juni 1893 i Taylor, Texas, död 22 maj 1966 i Austin, Texas, var en amerikansk demokratisk politiker. 
Moody var guvernör i delstaten Texas 1927–1931 och profilerade sig som motståndare till Ku Klux Klan.
Moody studerade juridik vid University of Texas och deltog i första världskriget. Han var delstatens justitieminister (Texas Attorney General) 1925–1927. Guvernör Miriam A. Ferguson drabbades av korruptionsanklagelser och besegrades av Moody i demokraternas primärval inför guvernörsvalet 1926. Moody lovade att bekämpa korruptionen och benåda färre fångar. Efter segern i guvernörsvalet tillträdde han guvernörsämbetet i januari 1927 endast 33 år gammal. Efter två mandatperioder efterträddes han som guvernör av Ross S. Sterling.
Moody är begravd på Texas State Cemetery i Austin.